# 蓋瑞特·庫珀
蓋瑞特·尼可拉斯·庫珀（英語：Garrett Nicholas Cooper，1990年7月14日—），為美國職棒大聯盟的一壘手，目前效力於巴爾的摩金鶯。他先前曾效力過洋基、馬林魚、教士、小熊與紅襪等隊。

## 職業生涯

### 密爾瓦基釀酒人
2013年美國職棒大聯盟選秀，釀酒人在第6輪選進庫珀。該年他在小聯盟繳出2成83的打擊率，並敲出6轟與30分打點。2014年，他在3支不同球隊的打擊率為2成62，並敲出4轟與27分打點。2015年季中，庫珀升上2A。隔年他在3A的打擊率為2成92，並敲出9轟與69分打點。2017年，他的打擊能力更加進步，打擊率為3成66，並敲出17轟與82分打點。

### 紐約洋基
2017年7月13日，釀酒人將庫珀交易到洋基，換來Tyler Webb。庫珀隨後在7月14日登上大聯盟，並在16日敲出大聯盟首安。整季他出賽13場比賽，打擊率為3成26，並敲出5支二壘安打與6分打點。

### 邁阿密馬林魚
2017年11月20日，洋基將庫珀和Caleb Smith交易到馬林魚，換來投手Michael King及國際簽約金。2018年，庫珀入選馬林魚開季先發名單。5月到7月，他因為受傷缺陣近2個月。
2019年5月22日，庫珀敲出大聯盟首轟。隔天，他馬上敲出滿貫砲。整季他的打擊率為2成81，並敲出15轟與50分打點。2020年，他的打擊率為2成83，並敲出6轟與20分打點。
2021年7月28日，庫珀因為左手肘韌帶撕裂傷，導致球季報銷。整季他的打擊率為2成84，並敲出9轟與33分打點。2022年3月22日，庫珀與馬林魚簽下250萬美元的合約。他在這年首度入選明星賽，遞補受傷缺陣的布萊斯·哈波。

## 個人生活
庫珀在2021年10月結婚。

## 外部連結
- 球員資訊和成績在MLB，ESPN，Baseball-Reference，Fangraphs（英文）
- 蓋瑞特·庫珀的X（前Twitter）
- 蓋瑞特·庫珀的Instagram帳戶